# ミクマク

ミクマク族の国旗

ミクマク族（mi'kmaq 、míkmaq 、mikmak 、mi'gmak、mikmaq、またはmicmac、/miːgmaɣ/）とは北アメリカ大陸東部に住む先住民族（いわゆるインディアンの部族）である。「ミクマク」とは"私の友達"または"同胞"の意味で、民族の自称はルヌ（"L’nu"、複数形はルヌク "Lnu'k"、「人間」の意）。

## かつての文化
アルゴンキン語族に属し、アベナキ族、パサマクォディ族、ペノブスコット族、マリシート族の部族とは同盟を結び、ワバナキ連邦（Wabanaki Confederacy）という連邦を結成していた。かつてはフランス領のサンピエール島・ミクロン島にも居住していた。
ウィグワムと呼ばれる円形の樹皮小屋に住み、森などで狩猟をして、オジロジカやアメリカクロクマ、ヘラジカやカリブー、鳥類、ビーバー、ヤマアラシなどを狩り、肉は食料にし、毛皮は衣類やモカシンにしていた。農業はトウモロコシなどを栽培し、海でカヌーに乗り魚類を獲ったり、貝の採集などしながら暮らしていた。かつてはクジラやセイウチ、タテゴトアザラシ、イルカ、海鳥、ロブスターなども獲っていたと言う。
ミクマク族はカバの木の皮にヤマアラシのとげで象形文字を書く記憶術を持っていた（ミクマク象形文字）。これに気づいたフランス人の宣教師クレティエン・ル・クレルクはこの象形文字を応用して構文を作成できるようにし、教育や宣教に役立てた。

## 現在
現在、カナダ東部ノバスコシア州、ニューブランズウィック州東部からケベック州、プリンスエドワードアイランド州の5ヵ所に保留地（Reservation）を領有している。ケベック州のガスペ半島、ニューファンドランド・ラブラドール州、そしてアメリカ北東部のメイン州（アルーストゥック・ミクマク族。またニューヨーク市にも数百人が住んでいる）などにいたるまで約25000人が定住している。

## 歴史

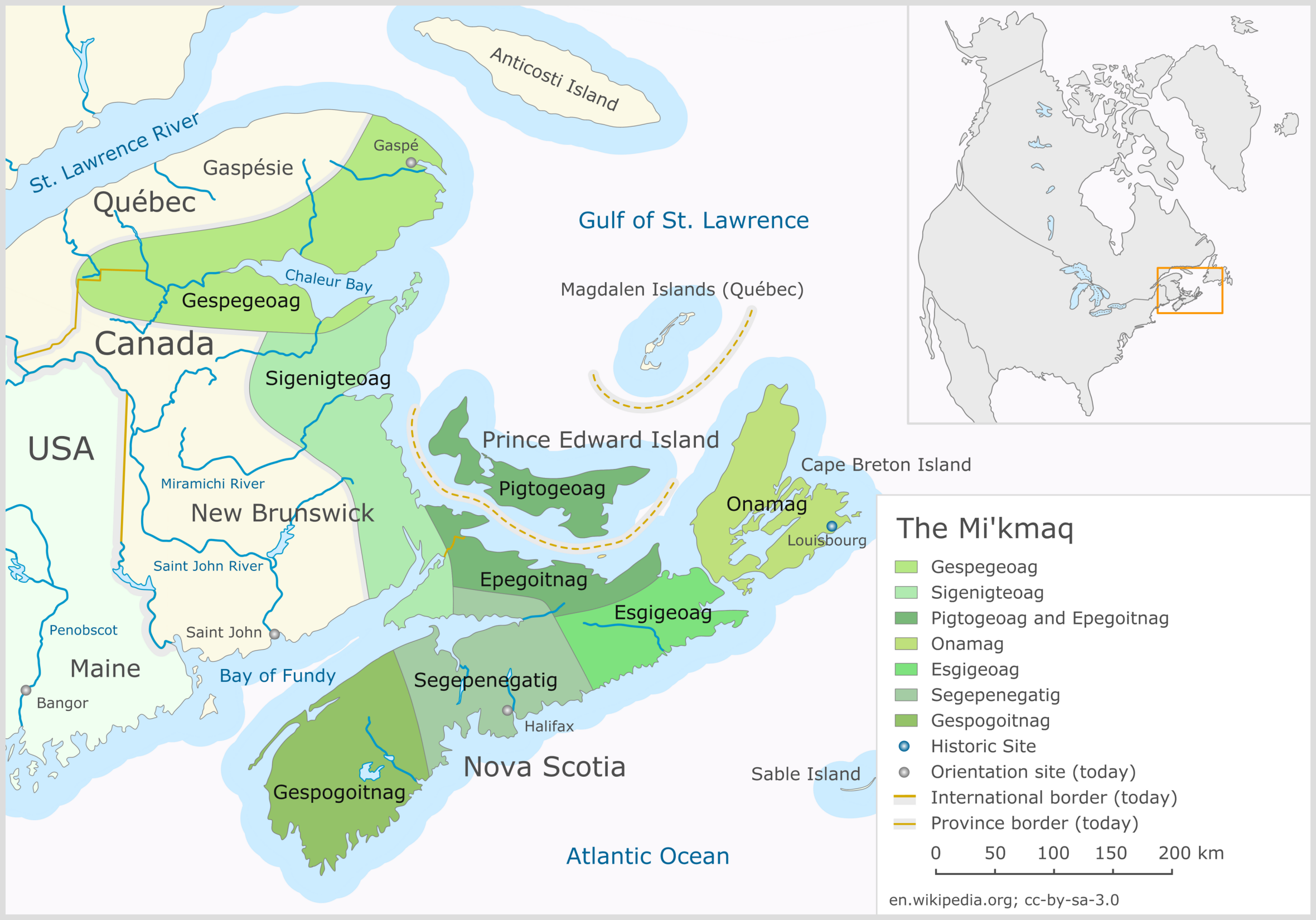
ミクマク族の住む範囲

約10,000年以上前にニューファンドランド島で暮らしていたとされプリンスエドワード島には約2000年前に到着したとされる。ノバスコシア州には7000年頃には居住していたとされる。
11世紀初めに北欧のヴァイキングがニューファンドランド島に到着したとされ、その際にミクマク族と接触した可能性がある。1497年にイギリスのジョン・カボットがニューファンドランド島を探索し、1534年フランス人ジャック・カルティエがニューファンドランド島、そしてプリンスエドワード島に上陸してミクマク族と出会った。17世紀以後はフランス人の漁船や毛皮商人がニューファンドランド島とプリンスエドワード島に訪れるようになる。
ニューファンドランド島にはベオサック族も居住しており、フランス人と友好的な関係を築いていたが、フランス人漁師が1613年に1人のベオサック族を殺したことが発端でベオサック族が復讐としてフランス人40人を殺害した。ベオサック族との関係が悪化したフランスは、ミクマク族と同盟を結び、ベオサック族をニューファンドランド島からほとんど追いやった。こうしてフランスとミクマク族は交易などを通して同盟を築いていった。
1604年にサミュエル・ド・シャンプランらフランス人入植者がファンディー湾から入りアカディア植民地を築いた。初期の入植者は餓えや病気などに苦しんだが、ミクマク族の助けでアカディアは存続した。このころアカディアの神父たちはミクマク族に洗礼を授け始め、フランス人の入植者の中にはミクマク族と結婚する者もあった。1620年にイギリス人がノバスコシアの入植を開始し、アカディアは100年以上にわたりフランスとイギリスの植民地を巡る争いに翻弄された。1754年イギリスとフランスとの間で北米植民地をめぐる最終戦争となるフレンチ・インディアン戦争が起きた。ミクマク族は同盟するフランスの側に付いたが、ミクマク族と敵対していたモホーク族をはじめとするイロコイ諸族はイギリス側に付き交戦した。フランスはイギリスに敗北し、1763年のパリ条約により、カナダのほとんどがイギリスの植民地となった。
フランスと同盟を築いていたミクマク族はイギリス支配に対抗してしばしば入植地を襲撃していたため、イギリスとの関係は悪化していて、パリ条約の後ほとんどの部族の土地はイギリスの入植者に奪われて行った。現在ではコミューンや保留地（Reservation）に定住している。かつてはヨーロッパ人との接触により天然痘などの伝染病で人口が減ったが、現在の総人口は約4万人で、増加傾向にある。

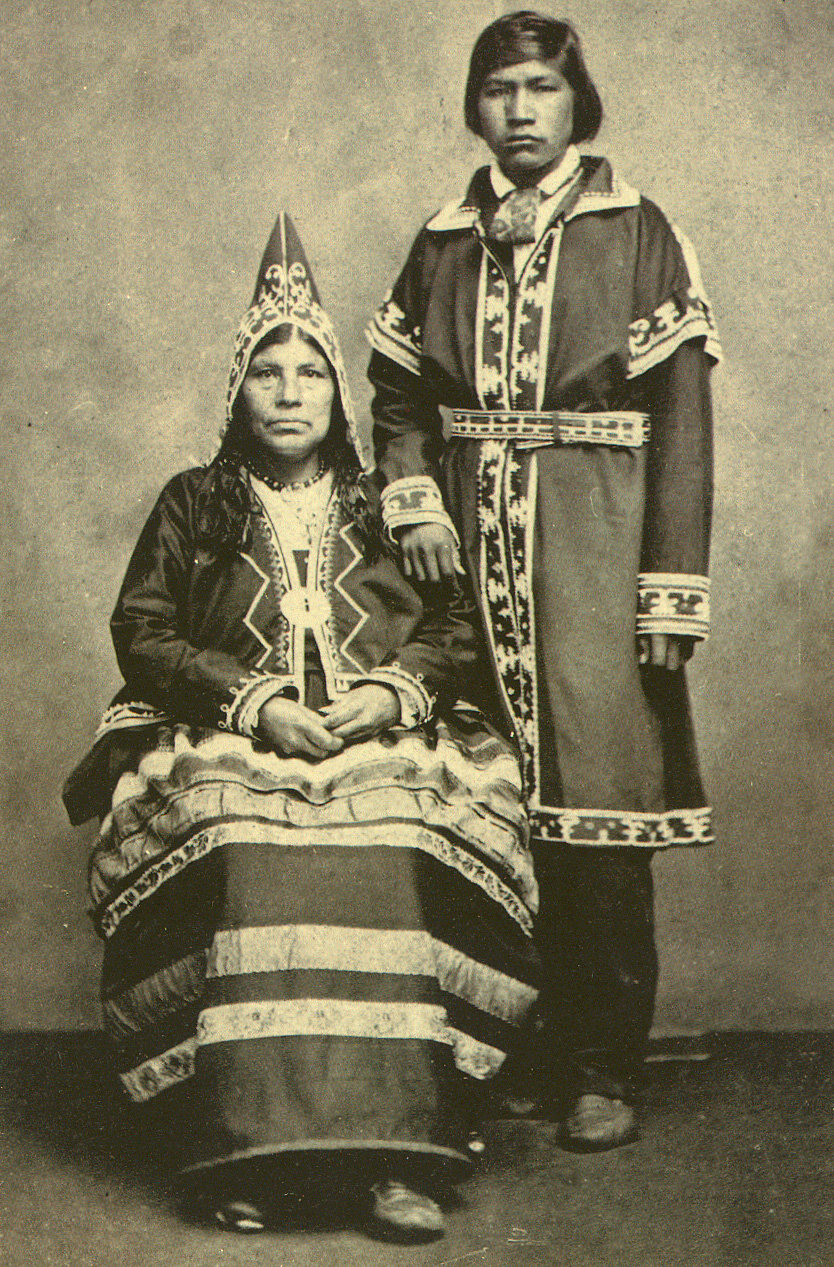
ミクマク族の男女
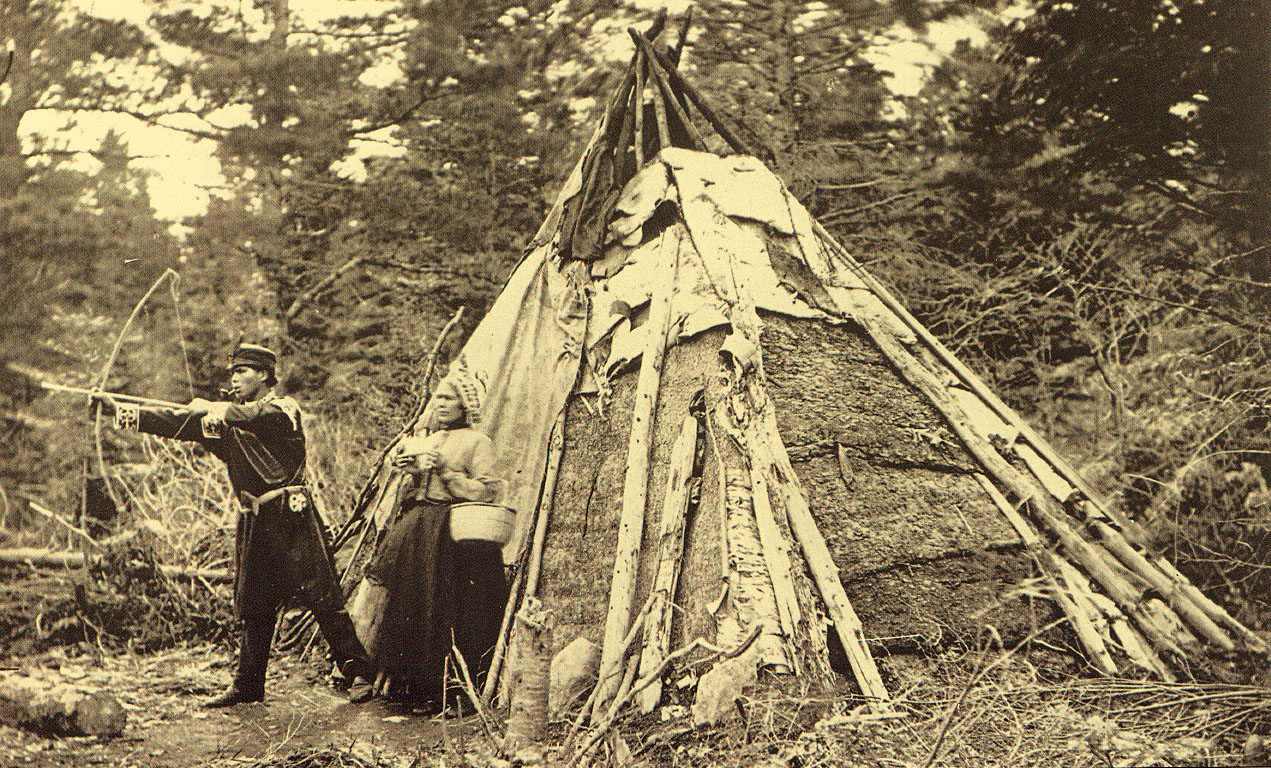
伝統的なウィグワムとミクマク族の男女、1873年
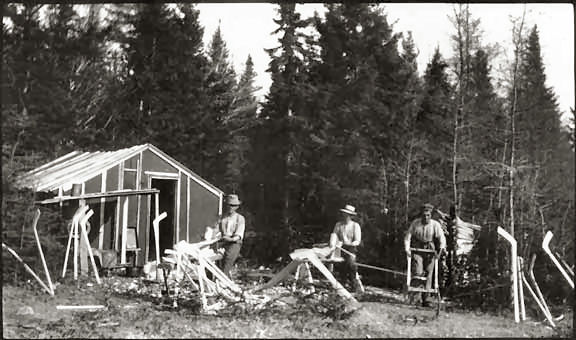
ホッケースティックを作るミクマク族、ノバスコシア州、1890年頃
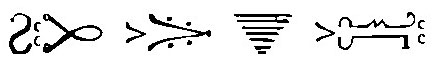
堅信式のためのミクマク象形文字